# Strachtitz
Strachtitz ist ein Ortsteil der Stadt Putbus im Landkreis Vorpommern-Rügen in Mecklenburg-Vorpommern.

## Geografie und Verkehrsanbindung
Strachtitz liegt südwestlich der Kernstadt Putbus und nördlich von Krimvitz an der Landesstraße 29. Östlich liegt das 72 ha große Naturschutzgebiet Wreechener See.